# アシッド・イーターズ
『アシッド・イーターズ』（Acid Eaters）は、アメリカ合衆国のパンク・ロック・バンド、ラモーンズが1993年に発表した13作目のスタジオ・アルバム。バンド唯一のカバー・アルバムで、主に1960年代の曲が取り上げられた。

## 背景
当初は5曲入りのEPとして構想されたが、最終的にはフル・アルバムとなった。ザ・フーのカバー「恋のピンチ・ヒッター」には、作者のピート・タウンゼント自身がバッキング・ボーカルでゲスト参加し、「あなただけを」には、当時レーベル・メイトであったトレイシー・ローズがゲスト参加した。
アルバム・タイトルはジョニー・ラモーンの案により、1960年代のエクスプロイテーション映画『The Acid Eaters』から取られた。

## 反響・評価
スウェーデンでは1993年12月8日付のアルバム・チャートで26位を記録し、同国において自身12作目のトップ60アルバムとなった。アメリカでは1994年1月29日付のBillboard 200で179位を記録したが、翌週にはトップ200圏外に落ちた。
Stephen Thomas Erlewineはオールミュージックにおいて5点満点中2点を付け「1960年代のサイケデリック・ロックやガレージロックの名曲で疾走しており、過去数作のレコードとは異なり、バンド本来の楽しさを、かなり取り戻した」と評している。Mike Flahertyは『エンターテインメント・ウィークリー』誌のレビューでAマイナスを付け「そもそもラモーンズは、1960年代の最上のバンドから影響を受けてきた」「いつものラモーンズと同様シンプルで、これぞクラシック・ロックという作品である」と評している。また、『CDジャーナル』のミニ・レビューでは「ブリティッシュ・ビート、ガレージ・サイケ、サーフィン・ロックなどを、お得意の一本調子で料理しまくる」と評されている。
Ultimate Classic Rockの2017年の企画「Ramones Albums Ranked Worst to Best」では14作中8位となった。

## 収録曲
1. 夢幻の旅 - "Journey to the Center of the Mind" (Ted Nugent, Steve Farmer) - 2:52
  - アンボイ・デュークスのアルバム『夢幻の旅』（1968年）収録曲。
2. 恋のピンチ・ヒッター - "Substitute" (Pete Townshend) - 3:15
  - ザ・フーが1966年に発表したシングル曲。
3. アウト・オブ・タイム - "Out of Time" (Mick Jagger, Keith Richards) - 2:41
  - ローリング・ストーンズのアルバム『アフターマス』（1966年）収録曲。
4. シェイプ・オブ・シングス - "The Shape of Things to Come" (Barry Mann, Cynthia Weil) - 1:46
  - マックス・フロストとトルーパーズ（英語版）が1968年に発表したシングル曲。
5. あなただけを - "Somebody to Love" (Darby Slick) - 2:31
  - ザ・グレート・ソサエティ（英語版）が1966年に発表した曲で、1967年にはジェファーソン・エアプレインによるリメイク・ヴァージョンがヒットした。
6. 若い思い出 - "When I Was Young" (Eric Burdon, John Weider, Vic Briggs, Danny McCulloch, Barry Jenkins) - 3:16
  - アニマルズが1967年に発表したシングル曲。
7. セヴン&セヴン・イズ - "7 and 7 Is" (Arthur Lee) - 1:50
  - ラヴが1966年に発表したシングル曲。
8. マイ・バック・ペイジズ - "My Back Pages" (Bob Dylan) - 2:27
  - ボブ・ディランのアルバム『アナザー・サイド・オブ・ボブ・ディラン』（1964年）収録曲で、1967年にはバーズによるカバーがヒットした。
9. キャント・シーム・トゥ・メイク・ユー・マイン - "Can't Seem to Make You Mine" (Sky Saxon) - 2:42
  - ザ・シーズが1965年に発表したシングル曲。
10. 雨を見たかい - "Have You Ever Seen the Rain" (John Fogerty) - 2:22
  - クリーデンス・クリアウォーター・リバイバルのアルバム『ペンデュラム』（1970年）収録曲。
11. 僕は危機一髪 - "I Can't Control Myself" (Reg Presley) - 2:55
  - トロッグス（英語版）が1966年に発表したシングル曲。
12. サーフ・シティー - "Surf City" (Brian Wilson, Jan Berry) - 2:26
  - ジャン&ディーンが1963年に発表したシングル曲。

### 日本盤ボーナス・トラック
1. サーフィン・サファリ - "Surfin' Safari" (Mike Love, B. Wilson) - 1:49
  - ザ・ビーチ・ボーイズが1962年に発表したシングル曲。

## 参加ミュージシャン
- ジョーイ・ラモーン - ボーカル
- ジョニー・ラモーン - ギター
- C・J・ラモーン - ボーカル(on #1, #4, #8)、ベース
- マーキー・ラモーン - ドラムス

アディショナル・ミュージシャン
- ジョー・マッギンティ - キーボード
- ピート・タウンゼント - バッキング・ボーカル(on #2)
- セバスチャン・バック - バッキング・ボーカル(on #3)
- トレイシー・ローズ - バッキング・ボーカル(on #5)